# バハマ・ドル
バハマ・ドル（英: Bahamian dollar）は、バハマ国で使用されている通貨。発行はバハマ中央銀行。バハマ・ドルの中央銀行デジタル通貨はサンド・ドル（sand dollar）。ISO 4217でのコードはBSD。

## 固定相場制
バハマは、アメリカ合衆国の南東に位置し、アメリカ合衆国ドルと1:1で取引されている。